# Bujari
Bujari este un oraș în statul Acre (AC) din Brazilia. La recensământul din 2007, Bujari a avut o populație de 6,543 de locuitori. Suprafața localității Bujari este de 3,468 km².